# NGC 5727
NGC 5727 је спирална галаксија у сазвежђу Волар која се налази на NGC листи објеката дубоког неба.
Деклинација објекта је + 33° 59' 20" а ректасцензија 14h 40m 26,1s. Привидна величина (магнитуда) објекта NGC 5727 износи 13,7 а фотографска магнитуда 14,3. Налази се на удаљености од 26,9000 милиона парсека од Сунца. NGC 5727 је још познат и под ознакама UGC 9465, MCG 6-32-83, CGCG 192-52, KARA 642, PGC 52424.